# Zemfira
Zemfira, pseudonimo di Zemfira Talgatovna Ramazanova (in russo Земфира Талгатовна Рамазанова?; in baschiro Рамазанова Земфира Тәлгат кыҙы; Ufa, 26 agosto 1976), è una cantautrice, musicista e compositrice russa di origine tatara.

## Biografia
Di etnia tataro-baschira, ha cominciato a comporre all'età di 7 anni. Zemfira è diventata la personificazione di un nuovo movimento del rock russo, che i giornalisti hanno definito "rock femminile".
Dal debutto nel mondo dello spettacolo nel 1999 Zemfira ha subito numerosi cambiamenti nell'aspetto, nel modo di stare sul palco e nel rapporto con i giornalisti. Il suo comportamento in pubblico è spesso scioccante, provocatorio ed ha causato problemi ed incomprensioni con la stampa.
Ha cominciato a cantare dal 1998 e da allora è divenuta subito molto popolare in Russia e in altre repubbliche ex sovietiche.
Nel corso della sua carriera, molte delle sue canzoni sono state in testa alla classifica musicale ed alla hit-parade russe, ad esempio canzoni come Arivederči, Iskala, Trafik, Progulka, Nebo Londona, My razbivaemcja ed altre.
Nel novembre 2010 il suo album di debutto è stato incluso dalla rivista Afiša nella lista dei cinquanta migliori album russi di tutti i tempi.
Tra i vari riconoscimenti ottenuti, la cantante vanta una vittoria agli MTV Europe Music Awards 2013 nella categoria miglior artista russo.

### Vita privata
Zemfira è atea.  In un’intervista, alla domanda “Cosa diresti a Dio se lo incontrassi?” la risposta è stata: "Che è ingiusto".
Vive con la compagna a Parigi, in quanto inserita dal governo russo in una lista di "agenti stranieri" per le sue idee politiche e pro diritti LGBT, in particolare la sua emigrazione è seguita alla sua presa di posizione contro l'invasione russa dell'Ucraina del 2022.

## Stile musicale
Lo stile musicale di Zemfira appartiene al genere rock e pop rock. La sua musica è influenzata sia dal pop, sia dalle armonie di jazz e bossa nova. Zemfira ha avuto una grande influenza sulle giovani band pop-rock russe degli anni 2000 e in generale sulle nuove generazioni di musicisti russi. I testi delle sue canzoni riflettono il suo stato d’animo e le sofferenze dei giovani moderni.
Tra i musicisti occidentali, nella sua musica vi sono influssi di Suzanne Vega e Portishead, ma anche Alanis Morissette e Ani DiFranco; Sabrina Jaszi, scrivendo per Allmusic, ha affermato che musicalmente, Zemfira è vicina a Kate Bush e Björk; tra i cantanti russi è stata avvicinata vocalmente a Zhanna Aguzarova.

## Discografia

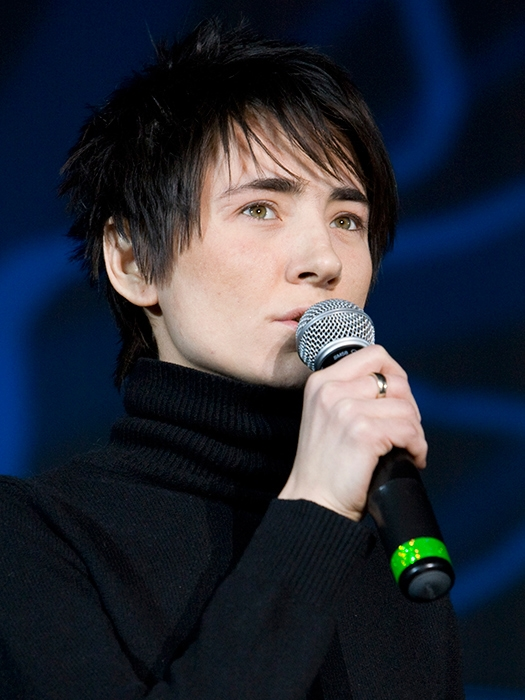
Zemfira nel 2009

### Album in studio
- 1999 – Zemfira
- 2000 – Prosti menja moja ljubov'
- 2002 – Četyrnadtcat' nedel' tišiny
- 2005 – Vendetta
- 2007 – Spasibo
- 2013 – Žit' v tvoej golove
- 2021 – Borderlajn

### Album dal vivo
- 2006 – Zemfira.Live
- 2010 – Zemfira.Live2
- 2016 – Malen'kij čelovek. Live

### EP
- 2021 – Ach

### Raccolte
- 2007 – Spasibo, Vendetta
- 2010 – Z-Sides
- 2010 – Zemfira. Podaročnoe izdanie

### Colonne sonore
- 2012 – Poslednjaja skazka Rity
- 2021 – Severnyj veter